# Heterochaetula fissispinis
Heterochaetula fissispinis är en bönsyrseart som beskrevs av Wood-mason 1889. Heterochaetula fissispinis ingår i släktet Heterochaetula och familjen Mantidae. Inga underarter finns listade i Catalogue of Life.